# Клопотовська Любов Йосипівна
Любов Йосипівна Клопотовська-Ріхтер (нар. 23 серпня 1957) — українська співачка, фольклорист, Заслужена артистка України. (1993 р.)

## Біографія
Народилася 23 серпня 1957 року в м. Тлумач, нині Івано-Франківської області.
Закінчила Львівську консерваторію у 1985 році; (клас Марії Байко). Відтоді — солістка Івано-Франківської філармонії.
У репертуарі — українські народні пісні, старовинні романси, сучасна лірика.

## Творча та професійна діяльність
Гастролювала в США, Канаді, Німеччині, Австрії, Великій Британії, Югославії, Індії, Польщі.
Як фольклорист, зібрала багато українських народних пісень та обрядів західних областей України, які частково увійшли до збірника «Високе небо галицької пісні: Галицькі народні пісні з репертуару і в записах Л. Клопотовської» (Івано-Франківськ, 2003). У селі Цвітова, Калуського району, Івано-Франківської області від Параски Палагній записала понад 100 пісень, зокрема, молитву запорізьких козаків «Ой, Боже, Боже, зглянься на нас».
1995 року емігрувала до міста Вайден (Німеччина), де займається педагогічною та громадською діяльністю.
У 2001 році взяла участь у фестивалі мистецтв митців діаспори «Український спів у світі», який проходив у Києві.

## Відзнаки
- Диплом Всеукраїнського фестивалю-конкурсу «Українська коляда 2017» за вагомий внесок у розвиток дитячої та юнацької творчості талановитої молоді України.
- Диплом Всеукраїнського фестивалю-конкурсу «Зіркова Хвиля 2017» за вагомий внесок у розвиток дитячої та юнацької творчості талановитої молоді України.
- Диплом Міжнародного фестивалю-конкурсу «Місто Лева 2017» за вагомий внесок у розвиток дитячої та юнацької творчості талановитої молоді України.